# تشيكن ليتل
تشيكن ليتل (بالإنجليزية: Chicken Little)‏، هي لعبة فيديو من نوع مغامرات من تطوير أفالنش سوفتوير و بيهيفيور إنتراكتيف (نسخة غيم بوي أدفانس) و نشر ديزني إنترأكتيف ستوديوز، صدرت على أنظمة مختلفة سنة 2005 أما نسخة مايكروسوفت ويندوز صدرت سنة 2006.

## قصة
نفس قصة فيلم تشيكن ليتل 2005